# Smells Like Teen Spirit
| Recensione | Giudizio |
| ---------- | -------- |
| AllMusic   |          |

Smells Like Teen Spirit è un singolo del gruppo musicale statunitense Nirvana, pubblicato il 10 settembre 1991 come primo estratto dal secondo album in studio Nevermind.
Composto da Kurt Cobain, Krist Novoselic e Dave Grohl, e prodotto da Butch Vig, il brano è la traccia d'apertura dell'album e presenta la tipica struttura strofa-ritornello in cui il riff principale di quattro accordi in tonalità di Fa minore è utilizzato durante l'introduzione e il ritornello con un'intensità alternata e dinamica.
L'inaspettato successo che Smells Like Teen Spirit ebbe alla fine del 1991 portò Nevermind in cima alle classifiche all'inizio del 1992, sancendo l'entrata del rock alternativo nella musica mainstream. Smells Like Teen Spirit è stato il singolo dei Nirvana che ha avuto più successo, raggiungendo la sesta posizione nella classifica Billboard Hot 100 ed entrando nelle top 10 di vari altri paesi tra il 1991 e il 1992.
Smells Like Teen Spirit fu acclamato dalla critica e vinse due MTV Video Music Awards per il suo videoclip promozionale, ampiamente diffuso dalle emittenti televisive musicali. La canzone fu battezzata "l'inno dei ragazzi apatici" della Generazione X, nonostante i membri del gruppo si mostrassero a disagio con il successo e le attenzioni che ricevettero da parte del pubblico. Anche dopo la morte di Kurt Cobain Smells Like Teen Spirit è considerata una delle canzoni più importanti della storia della musica rock.

## Descrizione

### Origine e registrazione

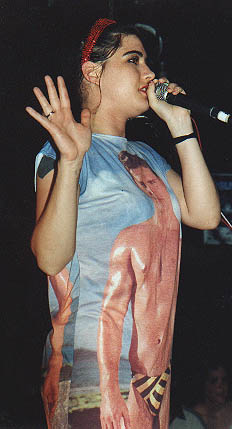
Kathleen Hanna, colei che ha ispirato il titolo, durante un'esibizione con le Bikini Kill nel 1996

In un'intervista concessa a Rolling Stone il 27 gennaio 1994, il frontman Kurt Cobain ha rivelato che Smells Like Teen Spirit fu un tentativo di scrivere una canzone nello stile dei Pixies, gruppo da lui molto ammirato:
Cobain non iniziò a scrivere Smells Like Teen Spirit se non poche settimane prima dell'inizio delle registrazioni del loro secondo album Nevermind, nel 1991. La prima volta che presentò il brano agli altri membri del gruppo, era costituito solo dal riff principale e dalla melodia vocale del ritornello, che il bassista Krist Novoselic al tempo liquidò come "ridicola". Per tutta risposta, Cobain fece suonare alla band il riff per "un'ora e mezza". Nel 2001 Novoselic dichiarò che durante quella lunga sessione di prove pensò di rallentare il ritmo e iniziare a suonare la strofa mentre Dave Grohl lo accompagnava con la batteria. Il brano risulta quindi l'unico di Nevermind che accredita tutti e tre i membri della band come autori.
Kurt Cobain trasse ispirazione per il titolo durante una notte dedicata all'alcol e al vandalismo in compagnia della sua amica, nonché cantante principale della band riot grrrl Bikini Kill, Kathleen Hanna che tracciò sul muro della casa di Cobain con la vernice spray la scritta "Kurt smells like teen spirit" ("Kurt profuma di Teen Spirit") con l'intento di ridicolizzarlo. La frase si riferiva a un deodorante per adolescenti molto in voga all'epoca, il "Teen Spirit", che anche l'ex-ragazza, nonché membro della stessa band di Hanna, Tobi Vail utilizzava. Kurt, che ignorava l'esistenza del deodorante finché il singolo non raggiunse il successo, lo lesse invece come un apprezzamento riferito alla discussione a proposito di anarchia e punk rock che avevano avuto quella sera, concludendo che profumasse ancora di uno "spirito adolescenziale" e "rivoluzionario".

### Composizione
Smells Like Teen Spirit è un brano in tonalità di Fa minore, il cui riff principale è costituito da quattro power chord (Fa5–Si♭5–La♭5–Re♭5) eseguiti in una sincope semicroma. Gli accordi sono ottenuti attraverso la sovrapposizione di due tracce con lo scopo di "rendere il suono più potente", come ha dichiarato il produttore Butch Vig.
Sono tracciabili alcune somiglianze con la hit del 1976 More Than a Feeling dei Boston. Cobain stesso ha espresso simili opinioni dichiarando «Era un riff così stereotipato. Simile a un riff dei Boston o a Louie Louie [dei The Kingsmen].»

### Apparizione nei media
Smells Like Teen Spirit è stato inserito nel videogioco Guitar Hero 5, insieme a una versione dal vivo di Lithium.

## Video musicale

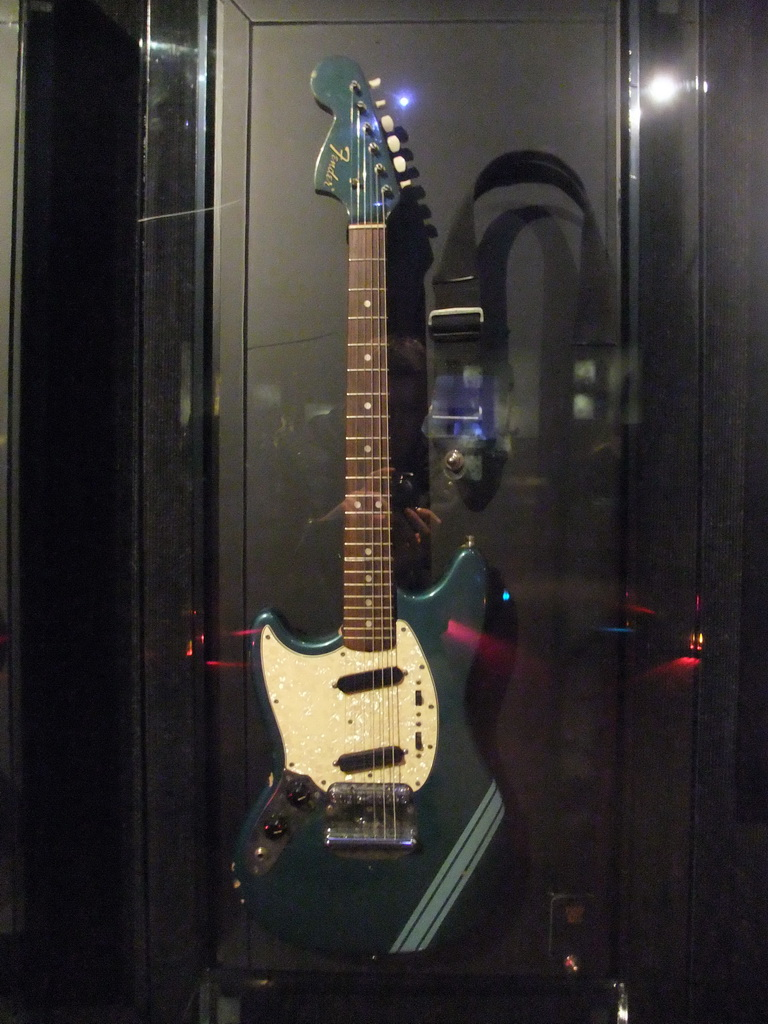
La Fender Mustang Lake Placid Blue per mancini suonata da Kurt Cobain durante le riprese del videoclip, esposta al Seattle Experience Music Project

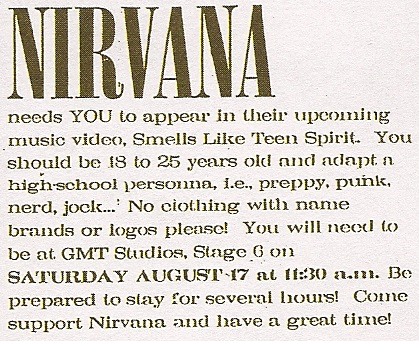
Uno dei volantini distribuiti per reclutare comparse

Il videoclip promozionale per Smells Like Teen Spirit fu diretto da Samuel Bayer, sancendo l'inizio della sua carriera come regista. Bayer ha dichiarato di essere stato assunto probabilmente perché le sue riprese di prova erano così scadenti che il gruppo previde che la sua regia avrebbe avuto un'attitudine "punk" anziché "corporativista". Il soggetto è stato ispirato dal film del 1979 Giovani guerrieri (Over the Edge) di Jonathan Kaplan e dal film del gruppo punk Ramones Rock 'n' Roll High School. Girato il 17 agosto 1991 nello Studio 6 dei GMT Studios della cittadina californiana Culver City, il video mostra i membri del gruppo esibirsi nella palestra di un liceo sotto gli occhi degli apatici studenti disposti sugli spalti e accompagnati dai balli di cheerleader sulle cui divise nere è stampato il simbolo anarchico dell'A cerchiata. Lo spettacolo degenera con la rivolta degli studenti che demoliscono il set e il frontman che sfascia la propria Fender Mustang. La distruzione del set catturata dalle scene conclusive del video è il risultato di un malcontento genuino delle comparse, reclutate direttamente dai membri del gruppo attraverso la distribuzione di volantini a Los Angeles i due giorni precedenti. I ragazzi che hanno riempito le gradinate sono stati costretti a stare seduti per numerose riprese durate un intero pomeriggio. Cobain convinse il regista di permettere al gruppo di comparse di "pogare" creando il caos. Cobain disse: «Una volta che i ragazzi cominciarono a ballare dissero semplicemente "Fuck You!" perché erano così stanchi di questa merda tutto il giorno.» Cobain disapprovò la versione finale di Bayer e rimontò personalmente il video, realizzando la versione definitiva che venne diffusa. Una delle aggiunte più importanti di Cobain è stata la breve penultima inquadratura: un primo piano del suo volto dopo che era stato oscurato per la maggior parte del video. Dalla versione finale furono escluse anche le scene di due docenti, uno con un cappello a punta e una lunga bacchetta di legno, l'altro assordato dalla musica che esce da un altoparlante. In un'intervista Bayer fece notare che, a differenza degli artisti con cui ha lavorato successivamente, Cobain non era vanitoso e non si interessava della sua immagine e che "il video possedeva qualcosa che era a proposito di cosa loro erano veramente." Il budget stimato per il video oscilla tra i 30,000 e i 50,000 dollari. Le comparse femminili che impersonano le cheerleader tatuate provenivano da un locale di spogliarello della zona, mentre il bidello è interpretato da Rudy Larosa. La parola "chaka" scritta sulla grancassa della batteria suonata da Dave Grohl si riferisce al nome di un graffiti artist il cui vero nome è Daniel Ramos, la parola "scream" stampata sulla maglietta si riferisce invece al gruppo hardcore punk Scream di cui Grohl ha fatto parte prima di militare nei Nirvana.
Così come il brano, il videoclip di Smells Like Teen Spirit ricevette un'accoglienza positiva da parte dei critici. David Fricke di Rolling Stone descrisse il video come «il più grande concerto immaginabile». Oltre a piazzarsi al primo posto della classifica dei singoli, il brano raggiunse anche la vetta della classifica dei videoclip redatta da The Village Voice nel 1991. Il video rese il gruppo vincitore delle categorie Best New Artist and Best Alternative Group agli MTV Video Music Awards del 1992. Nel 2000 il Guinness dei primati ha nominato Smells Like Teen Spirit il video più volte mandato in onda da MTV Europe. Negli anni successivi Amy Finnerty, precedentemente parte dell'emittente MTV, ha affermato che il video «ha cambiato interamente il look di MTV» dandole «una nuova generazione a cui vendere». L'emittente VH1 ha considerato il debutto del video come l'ottavo dei "100 Greatest Rock & Roll Moments on TV" facendo notare come il video abbia inaugurato «il rock alternativo come una forza della cultura commerciale e pop». La stessa emittente nel 2001 ha poi messo il video alla quarta posizione della classifica "100 Greatest Videos".
Il video è stato parodiato in Rock This Party (Everybody Dance Now) di Bob Sinclar e da "Weird Al" Yankovic in Smells Like Nirvana, in cui appare Rudy Larosa nuovamente nella parte del bidello. Larosa ha fatto da comparsa anche nel video successivo di Al Yankovic You Don't Love Me Anymore, parodia del video More Than Words degli Extreme, ma ambientato nello stesso set di Smells Like Nirvana.

## Tracce
1. Smells Like Teen Spirit – 4:30
2. Even in His Youth – 3:03
3. Aneurysm – 4:45

## Formazione
- Kurt Cobain – voce, chitarra
- Krist Novoselic – basso
- Dave Grohl – batteria

## Riconoscimenti
Smells Like Teen Spirit è al quinto posto nella lista dei 500 migliori brani musicali secondo Rolling Stone. Mentre la rivista musicale Kerrang! ha eletto la canzone come il singolo più bello di tutti i tempi (100 Greatest Singles of All Time). La canzone si è piazzata al primo posto tra "Le 100 migliori canzoni degli anni '90" andato in onda su MTV e nel 2003 tra "Le 100 migliori canzoni degli ultimi 25 anni" secondo VH1. Nel 2014 è stata inserita al primo posto nella lista delle The 500 Greatest Songs of All Time stilata dalla rivista britannica New Musical Express.
Il singolo è stato inoltre inserito alla seconda posizione della classifica stilata dal sito Acclaimed Music relativa ai brani più acclamati di tutti i tempi.

## Classifiche

### Classifiche settimanali
| Classifica (1991-2021)        | Posizione massima |
| ----------------------------- | ----------------- |
| Australia                     | 5                 |
| Austria                       | 8                 |
| Belgio (Fiandre)              | 1                 |
| Canada                        | 9                 |
| Europa                        | 4                 |
| Finlandia                     | 8                 |
| Francia                       | 1                 |
| Germania                      | 2                 |
| Grecia                        | 96                |
| Irlanda                       | 15                |
| Italia                        | 3                 |
| Norvegia                      | 2                 |
| Nuova Zelanda                 | 1                 |
| Paesi Bassi                   | 3                 |
| Portogallo                    | 138               |
| Regno Unito                   | 7                 |
| Spagna                        | 1                 |
| Stati Uniti                   | 6                 |
| Stati Uniti (alternative)     | 1                 |
| Stati Uniti (dance club)      | 14                |
| Stati Uniti (mainstream rock) | 7                 |
| Stati Uniti (radio)           | 41                |
| Svezia                        | 6                 |
| Svizzera                      | 3                 |

### Classifiche di fine anno
| Classifica (1992) | Posizione |
| ----------------- | --------- |
| Australia         | 46        |
| Belgio (Fiandre)  | 17        |
| Germania          | 17        |
| Italia            | 29        |
| Nuova Zelanda     | 10        |
| Paesi Bassi       | 28        |
| Stati Uniti       | 32        |

## Reinterpretazioni
Negli anni Smells Like Teen Spirit è stata reinterpretata da svariati artisti.

### Cover
Una delle prime cover realizzate per il brano fu quella di Tori Amos in Crucify del 1992. Il trio jazz The Bad Plus registrò la traccia nel loro album These Are the Vistas, mentre i Melvins, come gli Xorcist, hanno pubblicato dei tributi. Anche i Red Hot Chili Peppers hanno fatto la loro versione così come il gruppo rock giapponese One Ok Rock. Tra le band che hanno reso omaggio ai Nirvana troviamo i Blanks 77 con Smells Like Bleach: A Punk Tribute to Nirvana e Beki Bondage con Smells Like Nirvana, entrambi pubblicati nel 2000. Si segnalano poi la versione dei Bruthal 6 dell'omonimo album Bruthal 6 (2006) di Patti Smith nell'album Twelve (2007) e dei Vallanzaska nell'album iPorn (2010). Nel 2011 Miley Cyrus ha reinterpretato il brano durante Gypsy Heart Tour.
Nel 2005 Teen Spirit è stata rifatta in versione swing da Paul Anka. The Moog Cookbook ne ha fatto una versione con il sintetizzatore nell'album The Moog Cookbook e i giapponesi Beatboxer Dokaka hanno registrato una versione beatbox. Una versione strumentale è stata prodotta dalla WCW come musica d'entrata per il wrestler Diamond Dallas Page con varie frasi pronunciate da lui volta per volta. È stata rifatta in versione cabaret nel famoso film Moulin Rouge!. Nel 2007 The Ukulele Orchestra of Great Britain ne realizza una cover, per sola orchestra di ukulele, pubblicandola nel loro album Precious Little.
Nel 2010 il violinista David Garrett ha eseguito una versione al violino della canzone, inserita nell'album Rock Symphonies. L'anno seguente il gruppo 2Cellos hanno arrangiato una cover utilizzando il violoncello come strumento principale e l'hanno pubblicata nel loro album omonimo.
Nel 2016 il Rockin'1000 ha eseguito il brano nel corso di un concerto composto da 17 pezzi rock di diversi artisti.

### Parodie

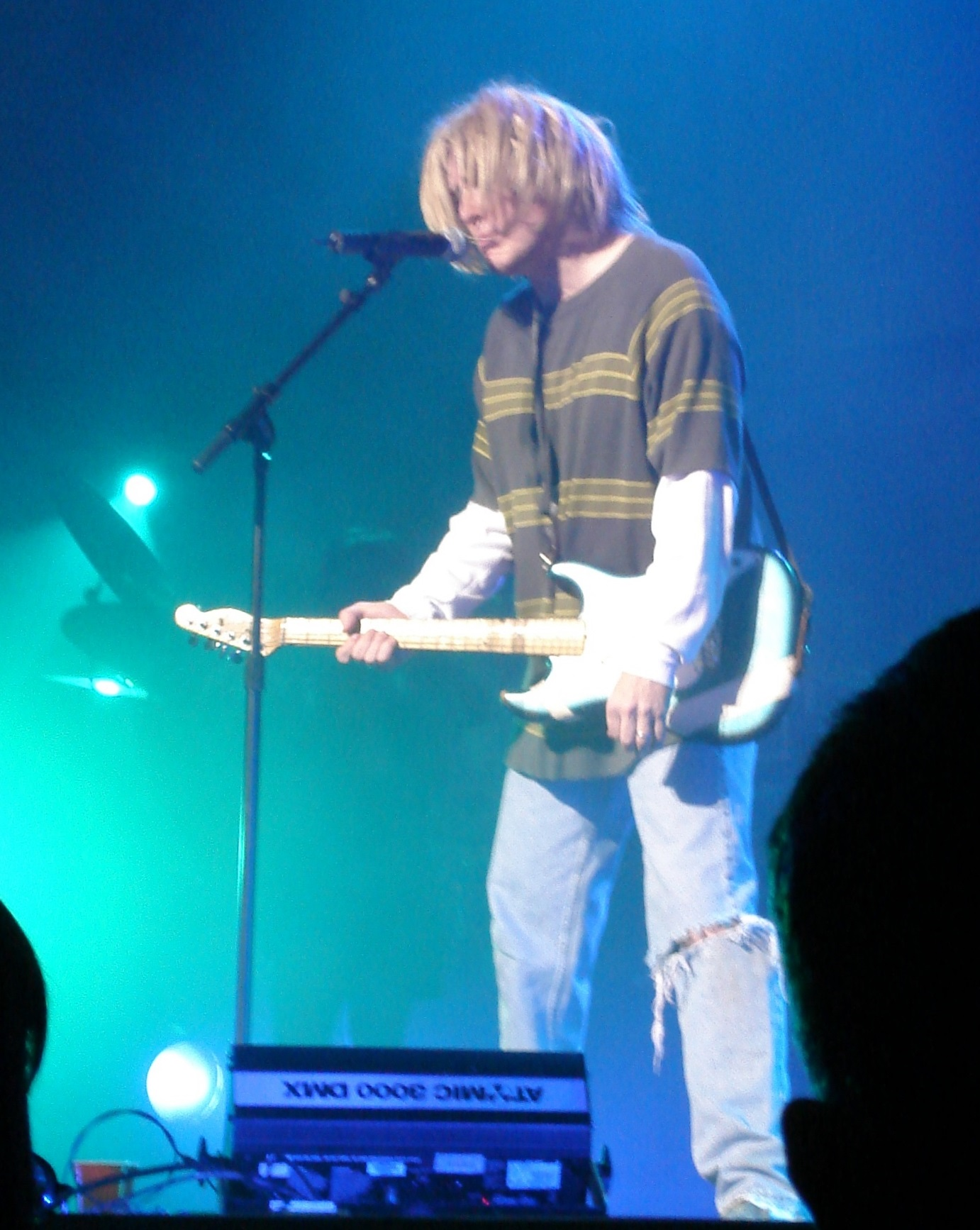
"Weird Al" Yankovic imita Kurt Cobain durante un concerto

Oltre alle cover sono state registrate delle parodie: il brano e il suo relativo videoclip furono oggetto di una dissacrante parodia da parte di "Weird Al" Yankovic, che nel 1992 fece uscire il brano dal titolo Smells Like Nirvana. Il brano parla della difficoltà di comprendere i testi di Cobain ed il loro significato. I Nirvana gradirono molto la parodia di Yankovic.
Un'altra parodia fu realizzata dai Pansy Division nel 1995, con il titolo Smells Like Queer Spirit, presente in Pile Up. Anche il gruppo christian rock Apologetix ne realizzò una, intitolata Smells Like Thirty Something.

### Altre versioni
Nel 1997 gli Atari Teenage Riot hanno campionato Smells Like Teen Spirit nel loro brano Atari Teenage Riot, tratto dall'album Burn, Berlin, Burn!. I Metallica suonarono il riff principale in alcuni concerti. Nel 2006 la band Flyleaf l'ha campionata per un servizio di Yahoo!, LAUNCHcast.
Nel 2013 il rapper Jay-Z ha campionato alcune parti di Smells Like Teen Spirit per il brano Holy Grail, presente in Magna Carta... Holy Grail.